# بيرني ديكستر
بيرني ديكستر (بالإنجليزية: Bernie Dexter)‏ هي عارضة أمريكية، ولدت في 13 يناير 1970 في كامب هيل في الولايات المتحدة.

## وصلات خارجية
- الموقع الرسمي